# W80

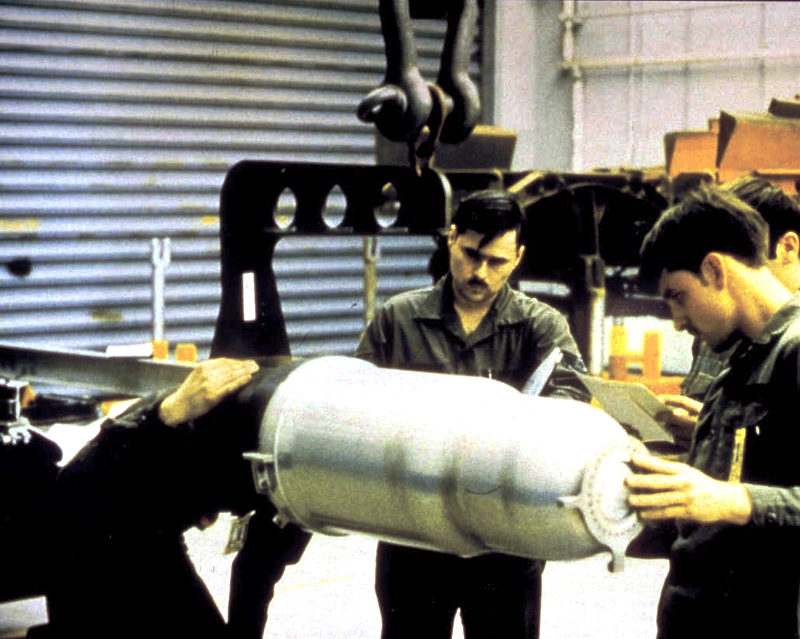
uma W80 sendo transportada.

A W80 É uma linha de ogivas termonucleares dos Estados Unidos da América. É a ogiva atualmente mais usada pelos aviões-caça e pela marinha, elas podem ser ajustadas para renderem de 5 a 200 quilotons.

## História
A W80 começou a ser projetada no Laboratório Nacional Los Alamos, em junho de 1976, com a missão de ser convertida em torpedos, e dessa forma fortalecendo a marinha do país contra ataques posteriores, essa ogiva é bem semelhante à ogiva W61, porém sem seus defeitos e com mecanismos mais modernos, a produção do variante W80 MOD1 começou em janeiro de 1979, e foram testadas em janeiro de 1981, com resultado bem abaixo do esperado, em março de 1982 foi criada a variante W80 MOD-0, essa variante tinha uma espoleta altamente enriquecida de plutônio (cerca de 95% de plutônio-239 e apenas 5% de plutônio-240), a produção de W80 terminou em setembro de 1990, com 1.750 MOD1 e 400 MOD-0. No dia 30 de agosto de 2007 foram transportadas seis W80.

## Comparação
- A W80 é ligeiramente menor e mais leve que as outras ogivas, ela pesa somente entre 113 kg e 132 kg. Possui 30 cm de diâmetro e apenas 80 cm de comprimento. A bomba nuclear de Hiroshima, a Little Boy, tem 3,2 m de comprimento e gerava 15 quilotons, isso mostra a evolução dos projetos nucleares com o passar do tempo.